# Santa Rosalía, Michoacán de Ocampo
Santa Rosalía är en ort i Mexiko.   Den ligger i kommunen Morelia och delstaten Michoacán de Ocampo, i den södra delen av landet, 220 km väster om huvudstaden Mexico City. Santa Rosalía ligger 2 023 meter över havet och antalet invånare är 132.
Terrängen runt Santa Rosalía är huvudsakligen kuperad, men den allra närmaste omgivningen är platt. Runt Santa Rosalía är det tätbefolkat, med 493 invånare per kvadratkilometer. Närmaste större samhälle är Morelia, 15,9 km nordost om Santa Rosalía. I omgivningarna runt Santa Rosalía växer huvudsakligen savannskog.